# Shengli Shuiku (reservoar i Kina, Xinjiang)
Shengli Shuiku är en reservoar i Kina. Den ligger i den autonoma regionen Xinjiang, i den nordvästra delen av landet, omkring 650 kilometer sydväst om regionhuvudstaden Ürümqi. Shengli Shuiku ligger 1 019 meter över havet. Arean är 42 kvadratkilometer. Trakten runt Shengli Shuiku består till största delen av jordbruksmark. Den sträcker sig 9,2 kilometer i nord-sydlig riktning, och 9,6 kilometer i öst-västlig riktning.
Genomsnittlig årsnederbörd är 96 millimeter. Den regnigaste månaden är juni, med i genomsnitt 24 mm nederbörd, och den torraste är april, med 1 mm nederbörd.